# Bohdan Lepky
Bohdan Lepky (Krohulets, Oblast Ternopil, 9 november 1872 - Krakau, 21 juli 1941) was een Oekraïense dichter. Hij wordt tot de modernistische stroming gerekend.

## Etnische achtergrond
In het begin van de 19de eeuw was Oekraïense literatuur een uitdrukking van de nationale identiteit. Met name de populistische stroming in de literatuur nam de plaats in van de (verboden) politieke oppositie tegen de Russische kolonisatie. Het modernisme trachtte daarentegen voorbij de nationale grenzen te kijken en identificeerde zichzelf als een kunststroming omwille van de kunst.
Het Koninkrijk Galicië en Lodomerië genoot sinds 1873 enige autonomie binnen het Oostenrijks-Hongaarse rijk. Het werd gekenmerkt door etnische diversiteit, met over het algemeen een goede verstandhouding tussen de Poolse en Oekraïense bevolkingsgroepen. De Oostenrijkse overheid voerde gaandeweg hervormingen door om de feodale macht van de adel te doorbreken, en kon daardoor op de goede wil van een deel van de bevolking rekenen.

## Levensloop
Bohdan Lepky was een zoon van Sylvestr Lepky, een priester in de Oekraïense Grieks-Katholieke Kerk en eveneens schrijver. De 16 jaar jongere journalist en componist Lev Lepky was zijn broer.
Bohdan volgde lager en middelbaar onderwijs in Berezhany. In 1891 werd hij toegelaten tot de Academie voor Schone Kunsten in Wenen, maar hij realiseerde zich snel dat zijn roeping in de literatuur lag. Hij trok naar de universiteit van Lviv, waar hij in 1895 afstudeerde. Hij ging aan de slag als leraar aan zijn oude school in Berezhany.
In 1899 aanvaardde hij aan de universiteit van Krakau de nieuwe leerstoel in Oekraïense literatuur, die hij bekleedde tot 1914. Hij fungeerde er als mentor voor een groot aantal Galicische dichters.
Tijdens de Eerste Wereldoorlog doceerde hij in Wenen, waar hij zich ook inzette voor plaatselijke Oekraïense verenigingen. Van 1921 tot 1926 werkte hij voor Oekraïense organisaties in Berlijn, en daarna ging hij tot 1939 weer doceren in Krakau. In 1938-1939 zetelde hij in de Poolse senaat.

## Oeuvre

### Poëzie
Hij publiceerde veel dichtbundels, waaronder
- Stričky (Stanzas, 1902)
- Lystky paduť (De bladeren vallen, 1902)
- Nad rikoju (Op de rivier, 1905)

Lepky droeg bij aan het in 1906 opgerichte modernistische literaire tijdschrift Svit (De wereld), het spreekkanaal van de beweging Moloda Muza (De jonge muze).

### Proza
Zijn bekendste prozawerken zijn
- een verzameling kortverhalen Z sela (Uit het dorp, 1898),
- de roman Pid tyxyj vebir (Op een rustige avond, 1923),
- de tetralogie Mazepa:
  - Motria (1926)
  - Ne vbyvai (Niet doden, 1926)
  - Baturyn (1927)
  - Poltava (1928)
- de historische roman Krutiž (Draaikolk, 1941).

Volgens critici is Lepky niet zozeer een scherp maatschappelijk waarnemer of een meesterlijk conceptueel denker, maar is zijn werk eerder reflectief van aard.
Volgens een vroege criticus uit de Sovjettijd evolueerde Lepky van een populistisch lyrisme naar een meer optimistische, strijdbare toon. In zijn poëzie, aldus dezelfde criticus, wint de medidatie het van rechtstreekse emotie en beelden. Een latere commentator noemt hem niet zozeer een scherp maatschappelijk waarnemer of een meesterlijk conceptueel denker, maar omschrijft zijn werk als eerder reflectief.